# Juan del Olmo
Juan del Olmo Gálvez (Murcie, 7 juillet 1958) est un juge espagnol. Il est diplômé en droit de l'Université de Murcie. Il s'est fait connaître pour son rôle dans le procès des attentats du 11 mars 2004 à Madrid,.